# ターヒル・ジャリール・ハッブーシュ
ターヒル・ジャリール・ハッブーシュ・アッ＝ティクリーティー（英語:Tahir Jalil Habbush al-Tikriti、アラビア語: طاهر جليل حبوش التكريتي、1950年 - ）は、イラクの軍人、陸軍中将。イラクの情報機関である総合情報局の将校。アメリカ軍・イラク政府、双方から指名手配されている。

## 略歴
1950年、イラク中部ティクリートに生まれる。 青年時代から初期のバアス党運動に参加し、1966年にバアス党に入党。1968年のアフマド・ハサン・アル＝バクル率いる、同党主導のクーデターにも参加した。
1975年から1977年まで、アラブ連盟のイラク代表団員としてエジプト・カイロに駐在。1977年から79年まで、国連・ジュネーヴ本部のイラク代表団員としてスイスに駐在した。ターヒルは現地で、諜報活動を主な任務にしていたと見られる。イラクに帰国後の1979年、ジーカール県知事兼ワーシト県知事に就任した。
1985年に、国家安全保障研究所のソヴィエト担当部署の責任者となり、ソ連国家保安委員会（KGB）との協力関係を強化した。この関係は、ソ連崩壊まで続いた。
1995年には、内務省の傘下にある内務治安軍司令官に就任。シーア派反体制派組織と関係があると見られる人物を次々と拘束し、拷問などの過酷な尋問を行い、シーア派市民を弾圧したとされる。
1997年6月10日には秘密警察組織である、総合治安局長官に就任。
その後、地位は不明ながらも総合情報局に移動し、2002年8月に、パレスチナ人テロリスト「アブー・ニダールがバグダードの自宅にて自殺した」と記者会見で発表した。その際、アブー・ニダールの血まみれの遺体写真を示した。「サッダーム・フセイン政権はテロリストをかくまっている」とアメリカのイラク攻撃の口実にされることを恐れたイラク当局が殺害したとの説も根強い。
サッダーム・フセイン 政権崩壊後は、隣国シリアに逃亡したと見られる。
2005年5月4日、イラク中央刑事裁判所はターヒル・ジャリールが、国外に活動拠点を移したバアス党の地域指導部メンバーに選出され、バアス党系の武装勢力に資金援助を行っているとして逮捕状を出し、100万ドルの懸賞金が掛けられている。また、2006年7月3日にはイラク政府により最重要指名手配者に指定された。

## 逸話
- イラク戦争が開戦して一ヶ月後の4月7日、アメリカ軍がサッダームの潜伏拠点だとしてバグダードのマンスール地区にあるレストランを爆撃した際、サッダームは間一髪この爆撃から逃れた。このレストランでは政権幹部4人が集まって会合を開く予定であり、ターヒル・ジャリールもこの会議に出席するはずであったが、何故か彼だけこの場所に現れず、不審に思ったサッダームが不安を感じてレストランを立ち去った後に爆撃が始まったという。サッダームは3月19日の空爆開始以降、ターヒル・ジャリールが密かにアメリカと通じているのでは無いかと疑っており、マンスール地区の爆撃を知ったサッダームは、この疑いを確信し、ターヒル・ジャリールを逮捕し、必要に応じて処刑せよと命じた。また、総合情報局の長官職を解任する命令を出し、後任にフサーム・ムハンマド・アミーン国家監視局長を任命した。　実際には、サッダームの居場所をアメリカ軍側に漏らしたのはターヒル・ジャリールでは無く、フセイン・ラシード・アル＝ティクリーティー大将らイラク軍の将校であったと言われている[2]。